# Enrique Vázquez de Aldana
Enrique Vázquez de Aldana y Cabeza (Córdoba, siglo XIX-Madrid, 1957) fue un poeta español.

## Biografía
Nacido en Córdoba, publicó los libros de poesías La Lira humilde (Madrid, 1909), Habla la vida (1910), Nodos (1911), Del jardín de la Murta (1912), Cintas de la cabalgata azul (1914), La cruz, la estrella, la espada (Madrid, 1917), Al pie de la reja (1917), Margarita (poema, 1917) y Mirando á las águilas (1918). Publicó junto a Bruno Portillo una Antología de poetas andaluces (1914) y fue autor también de un Cancionero cervantino (1947). Vázquez de Aldana, que usó la firma «Mirtos» en alguno de sus libros, falleció el 15 de agosto de 1957 en Madrid.